# Vesuv
Vesuv (italiensk: Monte Vesuvio) er et vulkansk bjerg i Syditalien nær storbyen Napoli (40°49′17″N 14°25′32″Ø / 40.82139°N 14.42556°Ø). Vesuv er 1.281 m høj og er en såkaldt sammensat vulkan, der er opbygget gennem mange udbrud. Vesuv er en del af den Campanianske vulkanbue, der omfatter en række vulkaner, udslukte og aktive, der ligger i den italienske region Campania. Vesuv er kendt for sit kraftige udbrud i 79 e.Kr, der blandt andet ødelagde den nærliggende by Pompeji. Grundet storbyen Napolis nærhed til Vesuv, anses vulkanen som en af verdens farligste, med en befolkning på ca tre millioner i sit omland.
Omkring Vesuv er etableret en nationalpark  på 10.000 kvm. Nationalparken er Italiens mindste, og blev etableret i 1995 for at beskytte den historiske og kulturelle arv i området.

## Antikkens navn og omtale
Vesuvs navn var oprindeligt græsk, med betydningen "søn af Zeus", men blev på latin forvansket til "Vesuvius", der kan oversættes med "flammebjerget". Både Vergil, Sueton og Martial har hævdet, at her havde ildguden Vulcanus sin smedje. Her inde boede giganterne, for man kunne høre dem banke i bjergvæggene, når jorden buldrede, fordi de ville ud. Når jorden rystede, var de sluppet fri og gik omkring på bjergets top. Det var angiveligt også herfra, Proserpina blev røvet og ført ned i underverdenen. 
I antikken omtaltes Vesuv ikke som en vulkan, fordi ordet ikke fandtes på latin. Strabo beskrev den i sin Geografi: "Dette distrikt var brændende jord i gammel tid, med kratere, der spyede ild. Men da brændet ophørte over tid, døde ilden ud." Diodorus Siculus skrev i sin Verdenshistorie, at "området kaldes Phlegrea fra bjerget Vesuvius, som en gang spyede en stor flod af ild ud, som Etna gør det på Sicilien. Der er den dag i dag mange tegn på denne gamle brand." Martial skrev i 88, efter katastrofen: "Her ligger Vesuv, som for ikke så længe siden var dækket af grønne vinranker...Bacchus elskede disse jorder...Indtil nylig dansede satyrene på bjerget...Dette var Venus' land...Dette var Herkules' land...Alt ligger nedsunket i flammer og trist aske." 
Det var på toppen af Vesuv, oprøreren Spartacus i 73 f.Kr skal have slået lejr med sin hær af slaver fra gårdene i Campania, ofre for rige godsejere bosat i Rom. Sammen vandt de store sejre over de romerske legionærer, der var sat til at nedkæmpe dem. 

## Udbrud
Vesuv følger en 2.000 års cyklus, og havde et kraftigt udbrud omkring 1.800 f.Kr, der lagde flere bosættelser øde. Det var endnu kraftigere end udbruddet i år 79. Magmakammeret med glødende lava fra Jordens indre, ligger ca femten km under bjergets top, der nu er stivnet til, sådan at et fremtidigt udbrud vil arte sig eksplosivt, og ikke som på Etna eller Stromboli, hvor lavaen flyder frit. Udbruddet i år 79 blæste det halve bjerg væk. I antikken var Vesuv sandsynligvis dobbelt så høj som i dag, og blev iblandt omtalt som Mons Olympeus, efter Olympen i Grækenland. I dag ser man to kratere på Vesuv: Det store gamle, kaldt Monte Somma, og det nye, kaldt Vesuvio. 
Efter udbruddet i 79 voksede egnen til med ny vegetation. Nye veje blev bygget, og nye landsbyer voksede frem. Jorden var ualmindelig frugtbar, da bjerget havde udspyet over 240 forskellige mineraler. Egnen er i dag ligeså frugtbar, som den var i antikken. Det var dog først i 1700-tallet, at der igen blev rejst luksusvillaer.  Der har været gentagne udbrud, herunder i 172, 203, 222, formentlig i 303, 379, 472, 512 og 536. I 550 klatrede den byzantinske forfatter Prokopius op på bjerget, og blev mødt af flammer. Videre var der udbrud gennem middelalderen, som gradvis gav Vesuv dens nuværende udseende: I 685, 787, omkring 860, omkring 900, 968, 991, 999, 1006, 1037, 1049, omkring 1073, 1139, 1150, og der har muligvis også været udbrud i 1270, 1347 og 1500. Det største kom 16.december 1631, og dækkede Herculaneum med et flere meter tykt lag af mudderstrømme. Der omkom omkring 3.000 mennesker, da en landsby blev ødelagt, men det skyldtes, at de var flygtet indendørs og blev dræbt, da husene styrtede sammen. Sir William Hamilton, der var engelsk ambassadør til kongeriget De to Sicilier, var bosat i Napoli gennem 25 år og besøgte Vesuv flere gange. Han forudsagde også udbruddet i 1766. I 1779 udgav han bogen Phlegrean Fields om værdien af vulkanske udbrud. Goethe tog også flere gange op til Vesuv, som den gang var aktiv, med røg og lava strømmende ud fra små åbninger i bjergets side. 
Der var seks udbrud i det 18. århundrede, otte i det 19. århundrede (med et større udbrud i 1872) og udbrud i 1906, 1929 og 1944. Ingen har dog været tilnærmelsesvis så kraftige og destruktive som i 79.
Der har ikke været nogen udbrud siden 1944, hvor der var et lavaudbrud og ingen eksplosion. 1944-udbruddet, der begravede den populære kabelbane fra 1870 (kendt fra sangen Funiculi, funicula ), blev grundigt fotograferet. Når Vesuv i dag er en af verdens farligste vulkaner, skyldes det, at dens trange åbning blev forseglet af udbruddet i 1944, og den karakteristiske røgsøjle forsvandt. Vesuv overvåges derfor hvert minut i døgnet af internationale eksperter. Dagens krater er 318 meter dybt, og slipper ikke andet ud end små svovlskyer. Magmakammeret er for længst fyldt, hvad der tilsiger et kommende udbrud. 

## Vesuvs udbrud i 79 e.kr.
Det mest kendte vulkanudbrud skete i år 79 e.Kr, da Vesuv sendte mængder af aske ned over byen Pompeji, og lava ned over byerne Herculaneum og Stabiae. Ironisk nok var det dagen efter, at man havde fejret festen for ildguden Vulcanus, med sang og dans og levende fisk smidt ind i bålet. Måske lagde nogen mærke til, at der gik bølger i det vindstille vejr, at fuglene ikke sang, og at dyrene var urolige. 
Den romerske forfatter Plinius den Yngre så udbruddet og skrev sine iagttagelser ned, så man i dag har en god beskrivelse af, hvad der egentlig skete. Han boede i byen Misenum ca 25 km fra Vesuv. Efter ham og hans morbror Plinius den Ældre kaldes et pyroklastisk vulkanudbrud i dag Plinian eruption på engelsk.  Plinius fortæller, at der i nogle dage havde været jordskælv, men det tog man sig ikke meget af, for det skete så tit. Forvarslet i år 62 havde forårsaget store skader, oversvømmelser, jordskælv, samt udslip af gas, der havde dræbt en flok på 600 får, men da ingen forstod årsagen, vendte livet tilbage til det normale, efterhånden som man fik skaderne udbedret. Men 24. august 79 i den sjette time (ca kl 12 middag), begyndte vulkanen sit udbrud.  (Den nyeste forskning tyder på at udbruddet kan have fundet sted senere, den 24. oktober). Om eftermiddagen så Plinius ”en kæmpesky stige op af vulkanen som et træ. Den bredte sig ud på himlen, som om den havde grene. Nogle steder var skyen helt hvid, andre steder grumset.” Snart var Solen skjult bag de sorte bjergmasser, vulkanen slyngede i vejret. Det lignede en brunsvedet arm, der strakte sig mod himlen. Efterhånden som røgsøjlen fladede ud oventil, antog den form som en pinje. Så spredte den sig i flere "grene" pga sit omfang. Udblæsningen gav et drønende brøl fra sig. Energien var 100.000 gange som atombomben over Hiroshima. Magma blev udspyet med en hastighed på 1.400 km i timen.  Husene i Misenum begyndte at revne, og der kom aske ned fra himlen og lagde sig på husene og vejene. Plinius og hans familie begyndte at pakke deres ting sammen, for det var for farligt at blive i byen. Jordrystelserne gjorde det nærmest umuligt at køre. Længere fremme kunne de se en stor, sort sky. Det lynede og tordnede, og Misenum var ved at blive begravet i aske. Plinius så, at havet trak sig tilbage og efterlod sig en masse sprællende fisk på stranden. Så flygtede de, som hundredvis af andre. Morbroren Plinius den Ældre, der var admiral og sejlet ud i Napoli-bugten, dikterede sine observationer til sin sekretær, men omkom under den sidste del af udbruddet. Nat til 25.august blev vandmangelen et problem; vandledningerne var gået itu, og der opstod brande, man ikke fik slukket. Udslip af kultveilte gav folk kvælningsfornemmelser.
På udbruddets anden dag så Plinius den Yngre, hvordan Vesuvs røgsøjle pludselig sænkede sig til jorden og spredtes til alle kanter. Hans beskrivelse var en gåde, indtil det samme kunne observeres i 1982 under udbruddet af Mount St. Helens i USA. Den "pyroklastiske sky" er en sky af røg og aske med en temperatur på 500-700 grader Celsius, der forkuller alt på sin vej: De græssende dyr, træerne omkring, de flygtende mennesker. Skyen nåede først Herculaneum, og dræbte de tilbageblevne dér, før den udslettede alt liv i Pompeji. Det var som at trække vejret i ild. De omkomne, der er taget afstøbninger af i dag, ses i det øjeblik, da ildstormen indhentede dem.  I dag ved man, at der skete kraftige eksplosioner iinde i vulkanen, der var fyldt med gas og flydende magma. Vesuv sendte en 20 km høj søjle af røg, aske og sten helt op i stratosfæren. I løbet af tyve timer var Napoli-bugten, en af naturens smukkeste perler, forvandlet til en ørken. Store dele af egnen lå hermetisk forseglet under nedfaldet, selv om lykkejægere senere gravede tunneler på jagt efter værdigenstande under sten og aske. Landet var også steget, sådan at havnen, hvor floden Sarnus løb ud i bugten, ikke fandtes mere. Nu var der 1.500 meter ned til havet, mens havnebyen Stabiae pludselig lå 600 meter inde i landet. Den kejserlige villa ved Nola, hvor Augustus var død i år 14, lå under et tykt lag aske.  Pompeji var dækket af seks meter aske. Mindst ti milliarder kubikmeter nedfald dækkede egnen, og aske blev fundet så langt borte som i Salerno og Napoli. 
Selv om Vesuv igen gik til ro, opgav de overlevende at grave byen ud, og først i 1748 genfandt man Pompeji. Siden er der foretaget store udgravninger, som i høj grad har bidraget til vores viden om den tids byliv.
Herculaneum blev begravet af 300-400 grader varme askelaviner, der gled ned ad vulkanen og ind over byen. Der er fundet spor af seks askelaviner. Også denne by er delvis blevet udgravet.